# Bagaladi
Bagaladi és un comune (municipi) de la Ciutat metropolitana de Reggio de Calàbria, a la regió italiana de Calàbria, situat a uns 120 km al sud-oest de Catanzaro i a uns 15 km al sud-est de Reggio de Calàbria. A 1 de gener de 2019 la seva població era de 984 habitants.
Bagaladi limita amb els municipis següents: Cardeto, Montebello Ionico, Reggio de Calàbria, Roccaforte del Greco i San Lorenzo.